# 2015년 유러피언 게임
2015년 유러피언 게임(영어: 2015 European Games, 아제르바이잔어: 2015 Avropa Oyunları)은 2015년 6월 12일부터 6월 28일까지 아제르바이잔의 바쿠에서 열린 제1회 유러피언 게임 대회이다.

## 개최 도시 선정
유럽 올림픽 위원회는 2012년 12월 8일에 이탈리아 로마에서 개최된 제41차 총회를 통해 2015년 유러피언 게임 개최지를 선정했다. 아제르바이잔의 바쿠가 단독 후보로 대회 유치를 신청했으며 바쿠를 해당 대회의 개최 도시로 선정하자는 안건은 비밀 투표로 결정되었다.
유럽 올림픽 위원회 회원국 49개국 가운데 48개국이 비밀 투표에 참여했으며 해당 안건은 찬성 38표, 반대 8표, 기권 2표로 가결되었다. 아제르바이잔과 적대 관계에 있던 아르메니아는 유일하게 투표에 불참했다.

## 참가국
- 그리스
- 네덜란드
- 노르웨이
- 덴마크
- 독일
- 라트비아
- 러시아
- 루마니아
- 룩셈부르크
- 리투아니아
- 리히텐슈타인
- 마케도니아 공화국
- 모나코
- 몬테네그로
- 몰도바
- 몰타
- 벨기에
- 벨라루스
- 보스니아 헤르체고비나
- 불가리아
- 산마리노
- 세르비아
- 스웨덴
- 스위스
- 스페인
- 슬로바키아
- 슬로베니아
- 아르메니아
- 아이슬란드
- 아일랜드
- 아제르바이잔 (개최국)
- 안도라
- 알바니아
- 에스토니아
- 영국
- 오스트리아
- 우크라이나
- 이스라엘
- 이탈리아
- 조지아
- 체코
- 코소보
- 크로아티아
- 키프로스
- 튀르키예
- 포르투갈
- 폴란드
- 프랑스
- 핀란드
- 헝가리

## 경기 종목
| - 수영 - 다이빙 - 경영 - 싱크로나이즈드 스위밍 - 수구 - 양궁 - 육상 - 배드민턴 - 농구 - 3대3 농구 - 복싱 - 카누 - 카누 레이스 | - 사이클 - BMX - 산악 자전거 - 도로 자전거 - 펜싱 - 축구 - 비치사커 - 체조 - 아크로바틱 체조 - 에어로빅 - 리듬 체조 - 기계 체조 - 유도 - 가라테 | - 삼보 - 사격 - 탁구 - 태권도 - 트라이애슬론 - 배구 - 실내 배구 - 비치발리볼 - 레슬링 - 자유형 - 그레코로만형 |

## 메달 집계
| 순위 | 국가              | 금메달 | 은메달 | 동메달 | 합계 |
| ---- | ----------------- | ------ | ------ | ------ | ---- |
| 1    | 러시아            | 79     | 40     | 45     | 164  |
| 2    | 아제르바이잔      | 21     | 15     | 20     | 56   |
| 3    | 영국              | 18     | 10     | 19     | 47   |
| 4    | 독일              | 16     | 17     | 33     | 66   |
| 5    | 프랑스            | 12     | 13     | 18     | 43   |
| 6    | 이탈리아          | 10     | 26     | 11     | 47   |
| 7    | 벨라루스          | 10     | 11     | 22     | 43   |
| 8    | 우크라이나        | 8      | 14     | 24     | 46   |
| 9    | 네덜란드          | 8      | 12     | 9      | 29   |
| 10   | 스페인            | 8      | 11     | 11     | 30   |
| 11   | 헝가리            | 8      | 4      | 8      | 20   |
| 12   | 세르비아          | 8      | 4      | 3      | 15   |
| 13   | 스위스            | 7      | 4      | 4      | 15   |
| 14   | 튀르키예          | 6      | 4      | 19     | 29   |
| 15   | 벨기에            | 4      | 4      | 3      | 11   |
| 16   | 덴마크            | 4      | 3      | 5      | 12   |
| 17   | 루마니아          | 3      | 5      | 4      | 12   |
| 18   | 포르투갈          | 3      | 4      | 3      | 10   |
| 19   | 폴란드            | 2      | 8      | 10     | 20   |
| 20   | 오스트리아        | 2      | 7      | 4      | 13   |
| 21   | 조지아            | 2      | 6      | 8      | 16   |
| 22   | 이스라엘          | 2      | 4      | 6      | 12   |
| 23   | 슬로바키아        | 2      | 2      | 3      | 7    |
| 24   | 리투아니아        | 2      | 1      | 4      | 7    |
| 25   | 아일랜드          | 2      | 1      | 3      | 6    |
| 26   | 크로아티아        | 1      | 4      | 6      | 11   |
| 27   | 불가리아          | 1      | 4      | 5      | 10   |
| 28   | 그리스            | 1      | 4      | 4      | 9    |
| 29   | 스웨덴            | 1      | 3      | 3      | 7    |
| 30   | 슬로베니아        | 1      | 1      | 3      | 5    |
| 31   | 라트비아          | 1      | 0      | 1      | 2    |
| 32   | 체코              | 0      | 2      | 5      | 7    |
| 33   | 몰도바            | 0      | 1      | 2      | 3    |
| 33   | 에스토니아        | 0      | 1      | 2      | 3    |
| 35   | 산마리노          | 0      | 1      | 1      | 2    |
| 36   | 아르메니아        | 0      | 1      | 0      | 1    |
| 36   | 키프로스          | 0      | 1      | 0      | 1    |
| 38   | 노르웨이          | 0      | 0      | 2      | 2    |
| 38   | 마케도니아 공화국 | 0      | 0      | 2      | 2    |
| 40   | 몬테네그로        | 0      | 0      | 1      | 1    |
| 40   | 코소보            | 0      | 0      | 1      | 1    |
| 40   | 핀란드            | 0      | 0      | 1      | 1    |
| 합계 | 합계              | 253    | 253    | 338    | 844  |